# 210-е годы
210-е (две́сти деся́тые) го́ды по юлианскому календарю — промежуток времени с 1 января 210 года по 31 декабря 219 года, включающий 210 год 1-го десятилетия   и с 211 по 219 годы    2-го десятилетия III века 1-го тысячелетия.  Они закончились 1806 лет назад.

## Важнейшие события
- 210-е годы — Ардашир[1][2] подчинил себе весь Парс и начал захватывать Джей, Херман (Исфахан) и Хузистан (Сузиану).
- Вторая половина 210-х годов — Даосы договорились с полководцем Лю Бэем и его отрядом о борьбе с Цао Цао. Вначале они базировались на междуречье рек Хань и Янцзы. Были разбиты и ушли в Сычуань.
- Марк Аврелий Антонин Гелиогабал и Квинт Тиней Сацердот стали консулами.